# Sundborn
Sundborn (švédská výslovnost: [ˈsɵ̂nː(d)boːɳ]) je městská oblast nacházející se v obci Falun v kraji Dalarna ve Švédsku. V roce 2020 zde žilo 947 obyvatel.
Leží 14 km severovýchodně od Falunu ve východní Dalarně. Oblastí protéká řeka Sunbornsån.
Nejznámějšími obyvateli byli malíř Carl Larsson a jeho manželka Karin Bergöövá Larssonová. Jejich dům v Sundbornu je oblíbenou turistickou atrakcí.